# NGC 3812
NGC 3812 est une galaxie elliptique située dans la constellation du Lion.  NGC 3812 a été découverte par l'astronome germano-britannique William Herschel en 1785.

## Caractéristiques
Sa vitesse par rapport au fond diffus cosmologique est de 3 914 ± 32 km/s, ce qui correspond à une distance de Hubble de 57,7 ± 4,1 Mpc (∼188 millions d'al).

## Groupe de NGC 3798
Selon A.M. Garcia dans un article publié en 1993 et Abraham Mahtessian dans un article publié en 1998, NGC 3812 fait partie d'un trio de galaxies, le groupe de NGC 3798. L'autre galaxie du  trio est NGC 3815.
Il est étonnant que la galaxie NGC 3814 n'ait pas été incluse dans ce groupe. Elle est très rapprochée de NGC 3815 et sa distance Hubble de 57,4 Mpc est presque la même que la moyenne du groupe, soit 58,0 Mpc.